# Anhelina Radivilova
Anhelina Radivilova –en ucraniano, Ангеліна Радівілова– (nacida como Anhelina Kysla, Kiev, 15 de febrero de 1991) es una deportista ucraniana que compite en gimnasia artística. Está casasda con el gimnasta Ihor Radivilov.
Ganó una medalla de oro en el Campeonato Europeo de Gimnasia Artística de 2020, en la prueba por equipos.

## Palmarés internacional
| Campeonato Europeo | Campeonato Europeo | Campeonato Europeo | Campeonato Europeo   |
| Año                | Lugar              | Medalla            | Prueba               |
| ------------------ | ------------------ | ------------------ | -------------------- |
| 2020               | Mersin (Turquía)   | Medalla de oro     | Concurso por equipos |